# Jules-David Cromot du Bourg
Pour les autres membres de la famille, voir Famille Cromot.
Jules-David Cromot du Bourg, né à Avallon le 25 janvier 1725 et mort le 17 octobre 1786 est un administrateur de l'Ancien Régime. Il est d'abord premier commis au contrôle général avant de devenir surintendant des Finances et des Bâtiments de Monsieur, futur Louis XVIII.

## Biographie

### Famille
Jules-David Cromot naît et est baptisé à Avallon le 25 janvier 1725. Il est l'aîné de seize enfants, issus du mariage de Charles-Robert Cromot, capitaine au régiment de Tavanes, anobli en 1761, et de Marguerite-Charlotte Boudrey, fille d'Edme Boudrey, receveur au grenier à sel d'Avallon. La filiation suivie de la famille remonte au père de Charles-Robert, Jean Cromot, vivant en 1686.
Jules-David Cromot épouse le 18 août 1751 Rose Sophie Josèphe Baudon, baptisée le 5 novembre 1729 et morte au Bourg-Saint-Léonard le 15 février 1820. Elle est la fille de François Baudon, fermier général. Ce mariage permet à Cromot de s'allier dans le milieu qui est le sien, celui des finances.

### Premier commis aux Finances
Cromot du Bourg est commis des finances de Louis XV à partir de 1745 et contrôleur général et alternatif du marc d'or de 1754 à 1768. Il est premier commis du contrôle général des finances sous différents ministres, Jean-Baptiste de Machault d'Arnouville, Henri Bertin et François de L'Averdy. Son grand-oncle maternel, Jean-François Boudrey, est aussi premier commis au Contrôle général dans les années 1730-1760.

Selon l'écrivain Jean-François Marmontel, Cromot du Bourg joue un rôle important dans les affaires politiques et financières. Dans ses Mémoires, Marmontel évoque : 

« ce Cromot qu'on a vu depuis si brillant sous tant de ministres. La facilité, l'agrément, la prestesse de son travail, et surtout sa dextérité, les captivoient en dépit d'eux-mêmes. Il étoit, quand je le connus, le secrétaire intime favori de M. de Machault. »

Le contrôleur général des finances François de L'Averdy confie à Cromot du Bourg, en tant que premier commis, le contrôle du Journal du commerce, de l'agriculture et des finances. Cromot du Bourg est entraîné par la disgrâce de L'Averdy en 1768 et perd son poste.

### Surintendant des Finances et des Bâtiments de Monsieur

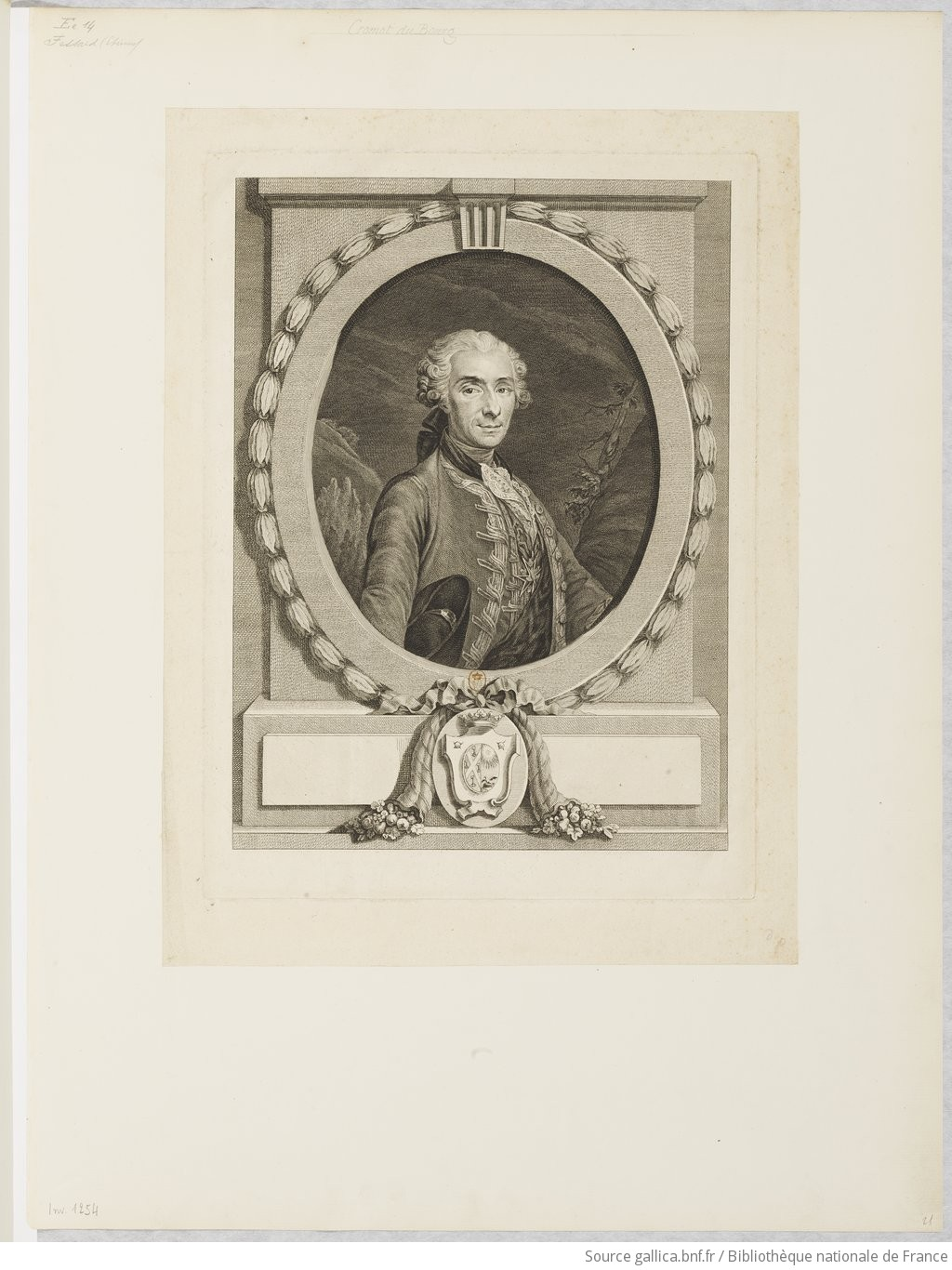
Jules-David Cromot du Bourg, gravure d'Étienne Fessard. Le surintendant arbore la croix de l'ordre du Saint-Esprit. BNF.

En 1771, à la création de la Maison du comte de Provence, appelé Monsieur, futur roi Louis XVIII, Cromot du Bourg est nommé surintendant des Finances de cette Maison,. En 1774, sa titulature est complétée : il est nommé surintendant des Bâtiments, Manufacture, Arts et Jardins et le reste jusqu'à sa mort en 1786. 
La charge de surintendant des Finances, dont la valeur est fixée à 200 000 livres, est la seconde dans l’ordre hiérarchique de la maison de Monsieur, après celle de chancelier. Gérant les finances de Monsieur, Cromot du Bourg essaye régulièrement d'obtenir des délais de paiement, des dons et des prêts, jugeant insuffisants les revenus alloués à cette maison. Il entre ainsi en conflit avec Necker. Il tente aussi de réduire les dépenses, y compris en exhortant Monsieur à être moins dépensier et, globalement, réussit mieux à maintenir les finances de la maison de Monsieur que son homologue, Maximilien Radix de Sainte-Foix, qui gère la maison du comte d'Artois, frère de Monsieur et futur Charles X. Ce dernier la mène à la faillite. Cromot du Bourg, très travailleur, surveille de près ses subordonnés et se montre autoritaire.
Cromot du Bourg entretient avec Monsieur des relations exceptionnelles de confiance et de fidélité. En tant que surintendant des Bâtiments, il exerce une influence importante sur ses orientations artistiques. Il a un rôle déterminant dans le choix des peintres et des sculpteurs, favorisant ses amis et ses goûts personnels pour un art néoclassique. Ayant un droit de regard sur les constructions, Cromot a de nombreux conflits avec le premier architecte de Monsieur, Jean-François Chalgrin. Monsieur semble éprouver de l'affection pour Cromot du Bourg et ce dernier se montre très attaché à son maître.

### Ennemi de Necker
En septembre 1774, Cromot rédige pour le comte de Provence un mémoire de propositions politiques contre le rappel des Parlements, intitulé Mes idées, que ce dernier fait passer, sans succès, à son frère Louis XVI. 
Des rumeurs, alimentées par Monsieur, font régulièrement de Cromot du Bourg un possible contrôleur général des finances, en remplacement de Necker, mais il n'obtiendra jamais ce poste. Toutefois, il joue un rôle dans le renvoi de Necker en mai 1781. En effet, en 1778, Necker écrit un mémoire, secret, proposant la création d’assemblées provinciales élues dotées de responsabilités dans la répartition et de la collecte des impôts. Louis XVI en donne un exemplaire à son frère le comte de Provence, qui le fait copier par Cromot du Bourg, qui le diffuse en avril 1781. Le scandale qui s'ensuit dans le milieu des parlementaires est un des éléments déclencheurs de la démission de Necker,,.

### Un homme riche
Il est fait chevalier de l'ordre de Saint-Michel en 1761. 

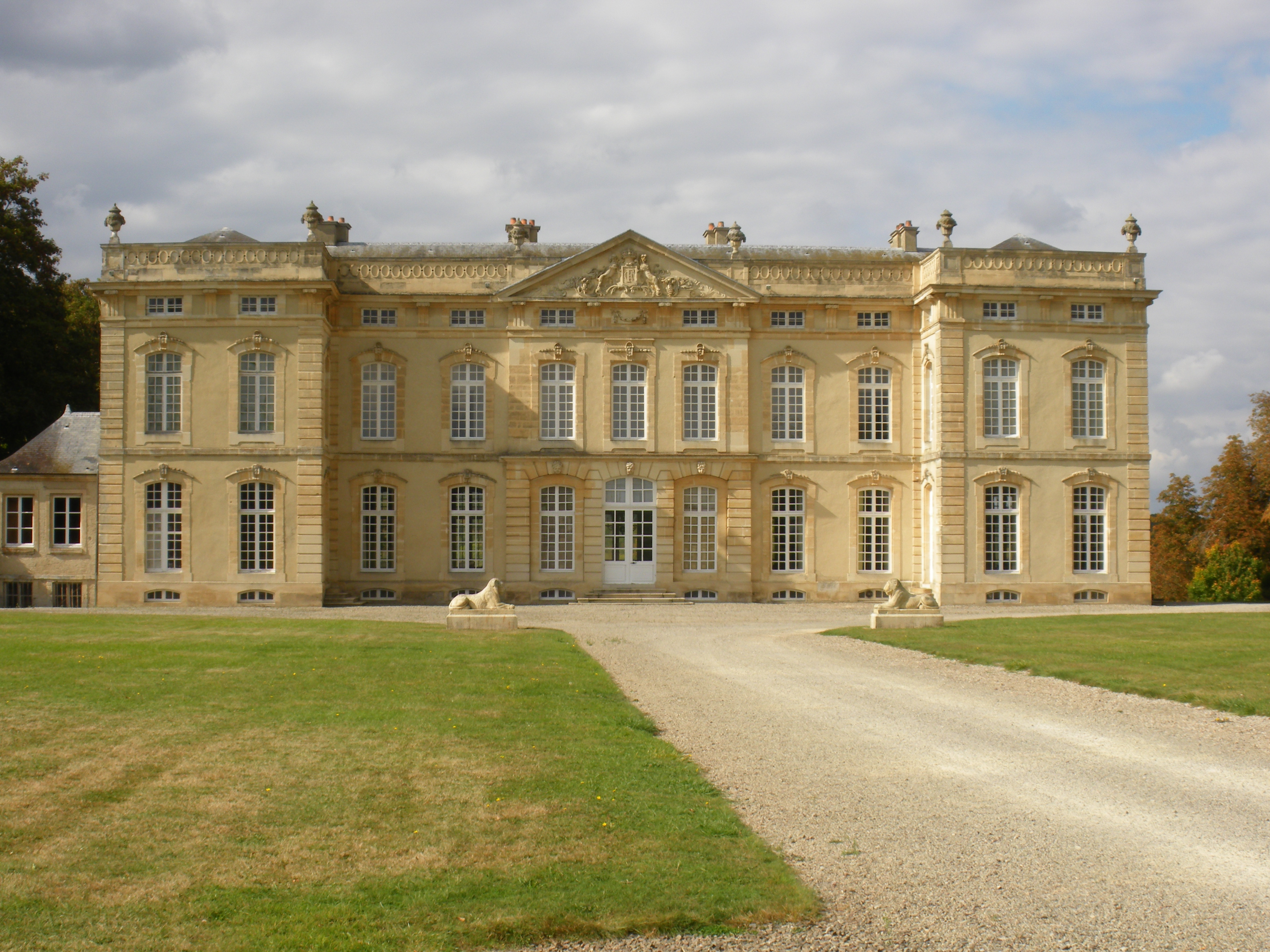
Château du Bourg-Saint-Léonard

Cromot du Bourg est riche. Il achète en 1756 la terre de Bourg-Baquet. En décembre de la même année, Le Bourg est érigé en baronnie. De 1763 à 1767, il fait construire le château du Bourg-Saint-Léonard,, faisant disparaître un ancien château et une ancienne église. Il est probable que l'architecte de ce château est l'architecte parisien Toussaint-Louis Gervais de La Prise (1699-1783). Cromot du Bourg fait reconstruire une nouvelle église, qui est utilisée à partir de 1768.
En 1767, Cromot du Bourg achète le bois de Fougy. En 1776, il acquiert la forêt d'Argentan qui jouxte son domaine du Bourg, en échange des vicomtés d'Argentan et d'Exmes qu'il a achetées en 1767. Dans son château, il organise des grandes chasses à courre, auxquelles participe une société brillante.

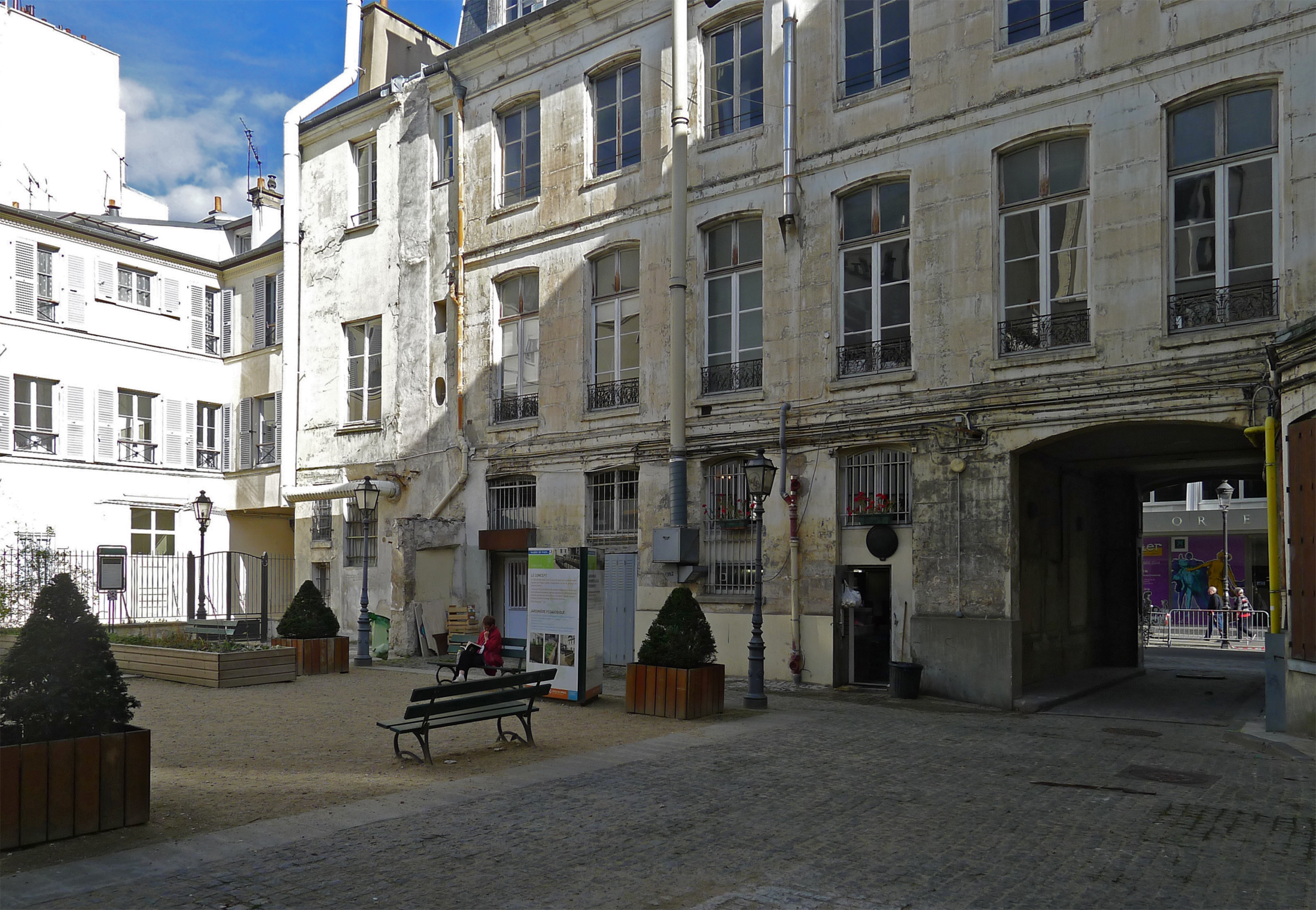
Ancien hôtel particulier de Cromot, Cour Cadet, 9 rue Cadet à Paris

À Paris, Cromot du Bourg achète en 1762 à son oncle François Boudrey un hôtel particulier construit vers 1750, qui prend le nom d'hôtel de Cromot. Richement décoré, il est situé rue Cadet, dans le quartier à la mode de la Chaussée d'Antin.
Cromot du Bourg est gouverneur des ville et château d'Alençon et du château de Brunoy. Sa charge de surintendant des Finances et des Bâtiments de Monsieur lui rapporte annuellement plus de 26 000 livres. En 1779-1780, il perd un procès devant le Parlement de Paris concernant l'héritage du père de sa femme, François Baudon. Celui-ci s'est remarié et, après sa mort, une partie de son héritage va finalement à sa seconde épouse et à ses enfants, alors que Rose Sophie Josèphe Baudon et ses frères et sœurs issus du premier mariage le réclament. Le Parlement de Paris leur donne tort. 
Jules-David Cromot du Bourg meurt le 17 octobre 1786 et est inhumé à Brunoy le lendemain.

### Descendance
Jules-David de Cromot du Bourg et Rose Sophie Josèphe Baudon ont deux fils.
- Maxime de Cromot du Bourg (1756-1836), officier, gouverneur du château de Brunoy[3],[30] ;
- Anne David Sophie Cromot de Fougy (1760-1845), surintendant de Monsieur adjoint de son père en 1781[31] et maître  des requêtes[32], surintendant des Bâtiments et des Finances de Monsieur (1786-1790), succédant ainsi à son père[31], conseiller d'État et préfet de l'Aude pendant la Restauration[32],[33].

## Héraldique
D'azur au sautoir engrêlé d'or cantonné de quatre clés d'argent, les pannetons en haut.